# Hôtel de ville de Pointe-à-Pitre
Ne doit pas être confondu avec Ancien hôtel de ville de Pointe-à-Pitre.
L'hôtel de ville de Pointe-à-Pitre est l'actuelle mairie située place des Martyrs-de-la-Liberté à Pointe-à-Pitre en Guadeloupe. Construit en 1973 pour suppléer à l'ancien hôtel de ville devenu inadapté aux besoins administratifs de la commune en pleine expansion, il est inscrit aux monuments historiques en 2011.

## Historique
Construit au début des années 1970 sur les plans des architectes Raymond Creveaux et Jacques Tessier en bordure du boulevard Faidherbe – axe essentiel de circulation de la ville, séparant la vieille ville au sud-ouest de la ville nouvelle au nord – sur la place des Martyrs-de-la-Liberté (qui est le centre du quartier administratif pointois), il doit remplacer en 1973 l'ancien hôtel de ville devenu insuffisant pour les besoins de la municipalité en pleine expansion.
S'élevant sur quatre étages, construit en béton armé avec des volumes intérieurs et extérieurs modernes et fonctionnels adoptant les approches de Le Corbusier dont les architectes suivent les principes, l'ensemble du bâtiment est inscrit au titre des monuments historiques le 24 mars 2011.